# たかしたみか
たかした みか（1月2日 - ）は、日本の女性声優。東京都出身。2015年6月までは、高下 三佳の漢字表記であった。
かつてはケンユウオフィスに所属していたが、2020年よりフリーランスで活動している。

## 出演

### テレビアニメ
2011年
- THE IDOLM@STER（高槻浩司、高槻浩三）
- はっぴーカッピ（子ネコ）
- WORKING'!!（迷子の女の子）

2012年
- しろくまカフェ（小学生、園児、仔パンダ、女性、客、子供、女の子）
- 新世界より（弘）
- 夏色キセキ（祥）
- NARUTO -ナルト- 疾風伝（木ノ葉の里の人々）
- マギ（ミーナ）
- LUPIN the Third -峰不二子という女-（女の子）

2013年
- ビビッドレッド・オペレーション（ゆうくん、生徒C、生徒B、男の子、アナウンサー、記者、ニュース音声）
- デュエル・マスターズビクトリーV3（アラシ）
- マギ（ビルキット、子供E）

2014年
- 神々の悪戯（女子生徒A）
- ガンダム Gのレコンギスタ（チアガール）
- ハイキュー!!（女子バレー部員C、生徒B）

### 劇場アニメ
- ストライクウィッチーズ 劇場版（2012年、子供）[3]
- Gのレコンギスタ I・II（2019年 - 2020年、チアメンバー） - 2作品

### OVA
- THE IDOLM@STER SHINY FESTA ファンキーノート（2012年、高槻浩司）

### ゲーム
- スターオーシャン4 -THE LAST HOPE-（2009年）
- HOSPITAL. 6人の医師（2010年、アリッサ・ブレスリン）
- エクストルーパーズ（2012年、ツバキ[4]）

### 吹き替え

#### 洋画・海外ドラマ
- クリミナル・マインド5、6 FBI行動分析課（エリー）
- コーリー ホワイトハウスでチョー大変!（合唱隊 テイタム）
- ドレイク&ジョシュ（リア）
- 弁護士イーライのふしぎな日常
- めっちゃ ソー・ランダム
- ムーンライズ・キングダム
- メリは外泊中
- 私はラブ・リーガル2（ジャッキー・ウィリアムズ）

#### 海外アニメ
- あぁ、レイモンド!（フレデリック）
- アバター 伝説の少年アン（メン）
- ノーキーとおともだち（カヤ）
- ベン10（チアガール）
- ベイマックス ザ・シリーズ（カルミ）

### ドラマCD
- 蟹工船（宮口幸子）
- かわいい悪魔（女子高生）
- ご主人様と犬2（上総（9歳）、コメンテーター）
- チョコレートのように（アシスタント）

### デジタルコミック
- ハツコイと太陽（2020年 - 2021年、宮本たまお）
- はぐれうさぎの恋（2020年、豊島粥）
- 疫病神にしあわせを（2020年、あや）
- あざとうさぎに学ぶ可愛くなる方法（2020年、麦原つむぎ）
- ねこ×キス（2021年、柊乃愛）
- うそつきいおちゃん（2021年、いお）
- 先輩、じゃないし。（2021年、ミオ）
- 乙女の××できない事情（2021年、マナ）